# Juan Soler
Pour les articles homonymes, voir Soler.
Juan Soler, né le 19 janvier 1966 à San Miguel de Tucumán (Argentine), est un joueur international argentin de rugby à XV devenu acteur.

## Biographie
Juan Soler connaît quatre capes internationales en tant que titulaire au poste d'arrière avec l'équipe d'Argentine de rugby à XV en 1989, il inscrit cinq essais.

## Filmographie
- 2020 : La mexicana y el güero : Tyler Sommers « El Güero »
- 2017-2018 : Me declaro culpable : Franco Urzúa Lara
- 2017 : Nada personal : Raúl Rey « El Rey »
- 2014 : Reina de corazones : Víctor de Rosas « El halcón negro »
- 2013-2014 : Marido en alquiler : Reinaldo Ibarra
- 2010 : Cuando me enamoro : Jeronimo Linares
- 2007-2008 : Palabra de mujer : Martín Castellanos
- 2006-2007 : La Plus Belle des laides (La fea más bella) : Aldo Domensain
- 2004-2005 : Apuesta por un amor : Don Gabriel Duran
- 2003 : Bajo la misma piel : Alejandro
- 2002 : La Otra (en) : Álvaro Ibáñez
- 2001 : Sin pecado concebido : Octavio
- 2000-2001 : Carita de ánge : Marcos
- 2000 : Locura de amor : Enrique Gallardo
- 1999-2000 : Maria Emilia, querida : Alejandro Aguirre González
- 1998-1999 : Ángela : Mariano
- 1997 : Pueblo chico, infierno grande : Genaro Onchi
- 1996 : Cañaveral de pasiones : Pablo Montero
- 1995-1996 : Acapulco, cuerpo y alma : Humberto
- 1995 : Bajo un mismo rostro : Marcelo